# Kay A. Orr

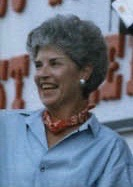
Kay Orr em 1987.

Kay Avonne Stark (Burlington, 2 de janeiro de 1939) é uma política norte-americana. Filiada ao Partido Republicano, foi a 46.ª Governadora de Nebraska de 1987 a 1991, quando foi derrotada por Ben Nelson em sua tentativa de reeleger-se. Anteriormente, foi entre 1981 e 1987 a tesoureira de Nebraska.